# Pagan Love Song
Pagan Love Song é um filme musical romântico estadunidense dirigido por Robert Alton e estrelado por Esther Williams e Howard Keel. Foi lançado em 25 de dezembro de 1950 pela Metro-Goldwyn-Mayer, baseado no romance Tahiti Landfall de William S. Stone.

## Elenco
- Esther Williams como Mimi Bennett
- Howard Keel como Hazard Endicott
- Minna Gombell como Kate
- Charles Mauu como Tavee
- Rita Moreno como Teuru

## Recepção
O filme foi concluído a um custo de US$ 1.906.265, cerca de US$ 400.000 acima do orçamento, e arrecadou mais de  US$ 3.200.000 em seu lançamento inicial.